# Championnats d'Europe de marathon (canoë-kayak) 1999
Navigation
1997 2001
Les 3e championnats d'Europe de marathon en canoë-kayak de 1999 se sont tenus à Gorzów en Pologne, sous l'égide de l'Association européenne de canoë.

## Podiums

### Sénior

#### K1
| Rang               | Athlète        | Pays        | Temps           |
| ------------------ | -------------- | ----------- | --------------- |
| Médaille d'or      | István Salga   | Hongrie     | 2 h 18 min 14 s |
| Médaille d'argent  | Conor Holmes   | Royaume-Uni | 2 h 18 min 19 s |
| Médaille de bronze | Dolph te Linde | Pays-Bas    | 2 h 19 min 03 s |

| Rang               | Athlète         | Pays        | Temps           |
| ------------------ | --------------- | ----------- | --------------- |
| Médaille d'or      | Anna Hemmings   | Royaume-Uni | 2 h 29 min 39 s |
| Médaille d'argent  | Mara Santos     | Espagne     | 2 h 29 min 40 s |
| Médaille de bronze | Kornélia Szonda | Hongrie     | 2 h 32 min 26 s |

#### K2
| Rang               | Athlète                        | Pays    | Temps           |
| ------------------ | ------------------------------ | ------- | --------------- |
| Médaille d'or      | Julio Martínez Rafael Quevedo  | Espagne | 2 h 18 min 01 s |
| Médaille d'argent  | Viktor Szakály Attila Jambor   | Hongrie | 2 h 18 min 02 s |
| Médaille de bronze | Jorge Alonso Santiago Guerrero | Espagne | 2 h 18 min 03 s |

| Rang               | Athlète                             | Pays    | Temps           |
| ------------------ | ----------------------------------- | ------- | --------------- |
| Médaille d'or      | Andrea Pitz Renata Csay             | Hongrie | 2 h 31 min 57 s |
| Médaille d'argent  | Marzena Michalak Barbara Przybylska | Pologne | 2 h 32 min 20 s |
| Médaille de bronze | Mara Santos María del Pilar         | Espagne | 2 h 34 min 27 s |

#### C1
| Rang               | Athlète          | Pays      | Temps           |
| ------------------ | ---------------- | --------- | --------------- |
| Médaille d'or      | Pál Pétervári    | Hongrie   | 2 h 44 min 04 s |
| Médaille d'argent  | Radoslav Rus     | Slovaquie | 2 h 45 min 17 s |
| Médaille de bronze | Gábor Kolozsvári | Hongrie   | 2 h 49 min 06 s |

#### C2
| Rang               | Athlète                             | Pays    | Temps           |
| ------------------ | ----------------------------------- | ------- | --------------- |
| Médaille d'or      | Attila Gyore Edvin Csabai           | Hongrie | 2 h 39 min 37 s |
| Médaille d'argent  | Hervé Maigrot Lionel Dubois-dunilac | France  | 2 h 42 min 31 s |
| Médaille de bronze | Marcin Grzybowski Konrad Pypłacz    | Pologne | 2 h 44 min 54 s |

### Junior

#### K1
| Rang               | Athlète        | Pays        | Temps           |
| ------------------ | -------------- | ----------- | --------------- |
| Médaille d'or      | Denes Szaszak  | Hongrie     | 1 h 31 min 55 s |
| Médaille d'argent  | Balazs Borcsok | Hongrie     | 1 h 32 min 07 s |
| Médaille de bronze | Nathan Johnson | Royaume-Uni | 1 h 32 min 11 s |

| Rang               | Athlète        | Pays        | Temps           |
| ------------------ | -------------- | ----------- | --------------- |
| Médaille d'or      | Abigail Cattle | Royaume-Uni | 1 h 40 min 12 s |
| Médaille d'argent  | Anne Reinholdt | Danemark    | 1 h 42 min 07 s |
| Médaille de bronze | Orsolya Harkai | Hongrie     | 1 h 43 min 45 s |

#### K2
| Rang               | Athlète               | Pays     | Temps |
| ------------------ | --------------------- | -------- | ----- |
| Médaille d'or      | Rui Ramos Pedro Gomes | Portugal |       |
| Médaille d'argent  |                       |          |       |
| Médaille de bronze |                       |          |       |

| Rang               | Athlète                        | Pays        | Temps           |
| ------------------ | ------------------------------ | ----------- | --------------- |
| Médaille d'or      | Isa Ed Yrsa Larsson            | Suède       | 1 h 29 min 22 s |
| Médaille d'argent  | Kinga Odor Violetta Szarvas    | Hongrie     | 1 h 30 min 55 s |
| Médaille de bronze | Jenny Spencer Elizabeth Holmes | Royaume-Uni | 1 h 32 min 12 s |

#### C1
| Rang               | Athlète            | Pays    | Temps           |
| ------------------ | ------------------ | ------- | --------------- |
| Médaille d'or      | Maciej Trzuskawski | Pologne | 1 h 50 min 18 s |
| Médaille d'argent  | Adam Ginter        | Pologne | 1 h 50 min 43 s |
| Médaille de bronze | Balázs Kosdi       | Hongrie | 1 h 50 min 47 s |

## Tableau des médailles
| Rang  | Nation      | Or | Argent | Bronze | Total |
| ----- | ----------- | -- | ------ | ------ | ----- |
| 1     | Hongrie     | 4  | 1      | 2      | 7     |
| 2     | Espagne     | 1  | 1      | 2      | 4     |
| 3     | Royaume-Uni | 1  | 1      | 0      | 2     |
| 4     | Pologne     | 0  | 1      | 1      | 2     |
| 5     | France      | 0  | 1      | 0      | 1     |
| -     | Slovaquie   | 0  | 1      | 0      | 1     |
| 7     | Pays-Bas    | 0  | 0      | 1      | 1     |
| Total | Total       | 6  | 6      | 6      | 18    |